# Приморская низменность

Приморская низменность на физической карте Латвии

Приморская низменность на физической карте Литвы

Приморская низменность (лит. Pajūrio žemuma, латыш. Piejūras zemiene) — низменность, тянущаяся вдоль большей части прибалтийского побережья Балтийского моря, примерно, от северной части восточного побережья Рижского залива до южного побережья Куршского залива. Внутри неё выделяют несколько более мелких единиц рельефа, какими являются Рижская равнина в районе южного побережья Рижского залива, Нижненеманская низменность в низовьях Немана, Полесская низменность в низовьях р. Дейма и др.

## Литва
Расположена между Балтийским морем и западными склонами Жемайтской возвышенности. Рельеф низменности образовался путём продвижения одной из гигантских частей ледника по впадине Балтийского моря и Прегольской низине. В результате ледник покрыл всю нынешнюю территорию Приморской низменности, а также западный склон Жемайтской возвышенности. В дальнейшем, когда ледник начал таять, на стыке Приморской низменности с Жемайтской возвышенностью сформировались приледниковые озёра, которые затем, в результате спускания реками основной водной массы в море, начали постепенно мельчать и исчезать. После окончательного отступления ледника, на его месте осталась моренная равнина с большим количеством овальных пологих холмов, разделяемых понижениями.
Существенное влияние Балтийского моря на местный климат ограничено пределами узкой прибрежной полосы шириной менее 50 км. Для морского климата Приморской низменности характерна мягкая малоснежная зима, и образование устойчивого снежного покрова происходит исключительно у склонов Жемайтской возвышенности и только в холодные зимы. В теплое время года количество осадков колеблется в пределах 450—500 мм, при этом максимум их выпадает осенью. В связи с таким обилием осенних осадков и множества зимних оттепелей режим рек неустойчив, поэтому наводнения, вызываемые осенними ливнями, зачастую сильнее весенних.
Озёр в Приморской низменности мало, наиболее крупными являются Кроку-Ланка и Калотес. Речная сеть достаточно густа, и обеспечивает хороший дренаж всей низменности, успешно препятствуя постепенному заболачиванию. Поэтому наиболее крупные болота расположены только в бессточных котловинах между холмами и долинах некоторых рек. Наиболее крупными реками протекающими по Приморской низменности являются: Миния, Акмяна (в низовьях — Данге) и Швянтойи.
Горизонт почв Приморской низменности в основном формировался на моренных суглинках. Бедные подзолисто-боровые почвы образовались на морских песках. Преобладающими являются дерново-подзолистые, дерново-глеевые и аллювиальные разновидности. Подавляющая часть их обладает повышенной кислотностью и нуждается в известковании.
Леса на низменности встречаются редко. В основном это ольшаники, ельники и приморские боры. Самые крупные лесные массивы расположены на севере низменности, у населённых пунктов Салантай, Дарбенай и Швянтойи.